# Hipòtesi del continu
En teoria de conjunts, la hipòtesi del continu (abreviada HC) és una hipòtesi, proposada per Georg Cantor, sobre la cardinalitat del conjunt dels nombres reals (denominat continu per la recta real). Cantor introduí el concepte de nombre cardinal per comparar la mida de conjunts infinits, demostrant el 1874 que el cardinal del conjunt dels enters és estrictament inferior al dels nombres reals. El següent a preguntar-se és si existeixen conjunts tals que la seva cardinalitat estigui estrictament inclosa entre els dos conjunts. La hipòtesi del continu diu:
No existeixen conjunts la mida dels quals estigui compresa estrictament entre el dels enters i el dels nombres reals.
Matemàticament parlant, si el nombre cardinal dels enters és {\displaystyle \aleph _{0}} (àlef zero) i el cardinal dels nombres reals és {\displaystyle 2^{\aleph _{0}}}, la hipòtesi del continu afirma que:
{\displaystyle \nexists A:\aleph _{0}<|A|<2^{\aleph _{0}}}
on |A| indica el cardinal d'A.
Acceptant l'axioma d'elecció, existeix un nombre cardinal {\displaystyle \aleph _{1}}, l'immediat superior a {\displaystyle \aleph _{0}}, sent la hipòtesi del continu equivalent a la igualtat
{\displaystyle 2^{\aleph _{0}}=\aleph _{1}.}

## La HC com axioma independent
Cantor va intentar de demostrar la hipòtesi del continu sense aconseguir-ho. Aquesta hipòtesi és el primer dels famosos 23 problemes de Hilbert enunciats per David Hilbert a la seva conferència en el Congrés Internacional de Matemàtics de 1900 a Paris.
No va ser fins al 1963 que es va aconseguir demostrar que la hipòtesi del continu és un problema indecidible en el sistema axiomàtic ZFC (Zermelo-Fraenkel amb Axioma d'elecció). Es va demostrar complementat ZFC, per una banda, amb la hipòtesi del continu (Kurt Gödel, 1938) i, per altra banda, amb el seu contrari (Paul Cohen, 1963), obtenint sistemes axiomàtics consistents en els dos casos.
La prova de Gödel implica que es pot construir una teoria de conjunts consistent on HC sigui una afirmació certa. Per altra banda, la prova de Paul Cohen implica que es pot construir una teoria de conjunts on HC sigui una afirmació falsa. La situació és anàloga al que succeeix en geometria on poden construir-se geometries euclidianes on el postulat V d'Euclides és cert i geometries no euclidianes on dit postulat és fals.

## Hipòtesis del continu generalitzada
El teorema de Cantor sobre el conjunt potència afirma que per a qualsevol conjunt A es compleix que:
{\displaystyle \left|A\right|<\left|{\mathcal {P}}(A)\right|},
el que obre la possibilitat que existeixin cardinals transfinits més grans que {\displaystyle \aleph _{1}}. La hipòtesi del continu generalitzada es pot formular dient que:
Si un conjunt A té un cardinal donat per {\displaystyle \aleph _{n}} llavors el conjunt de les parts d'A té un cardinal donat per {\displaystyle \aleph _{n+1}}.
Aquest axioma pot expressar-se més formalment:
{\displaystyle \forall n\geq 0:(\left|A\right|=\aleph _{n}\rightarrow \left|{\mathcal {P}}(A)\right|=\aleph _{n+1})}.